# Wuqiang
Wuqiang (武强县,  Wǔqiáng Xiàn) ist ein Kreis der bezirksfreien Stadt Hengshui in der chinesischen Provinz Hebei. Er hat eine Fläche von 439,3 km² und zählt 214.549 Einwohner (Stand: Zensus 2010). Sein Hauptort ist die Großgemeinde Wuqiang (武强镇).